# Luisa Ziková
Luisa Ziková (vlastním jménem Aloisie Ziková, 16. ledna 1874 Praha – 12. května 1896 tamtéž) byl česká spisovatelka, básnířka, novinářka a feministka. Její jediný vydaný soubor próz Spodní proudy byl dobovou kritikou velmi kladně hodnocen, v další tvorbě jí však zabránila nemoc a ve věku dvaadvaceti let zemřela na tuberkulózu.

## Život
Narodila se v rodině hokynáře Lukáše Zyky a jeho manželky Alžběty, rozené Hejhalové. Z devíti jejích sourozenců přežilo pouze několik. Poté, co rodina přišla o majetek při povodni roku 1877, přestěhovala se na Malou Stranu, kde byl otec výběrčím mostného. V Praze vychodila obecnou i měšťanskou školu. Brzy osiřela, vyrůstala u příbuzných, zdravotní problémy jí zabránily ve studiu. Krátce pracovala v obchodě, poté žila v ústraní.
Po jistou dobu žila s divadelním kritikem a novinářem Karlem Kamínkem.

### Úmrtí
V dospělém věku onemocněla tuberkulózou, kvůli které žila v ústraní, a které nakonec podlehla. Zemřela 12. května 1896 v Praze. Pohřbena byla na Olšanských hřbitovech (IV, 6, 244).
Její nekrolog do Národních listů zpracoval Viktor Dyk.

## Dílo
Psala povídky, první publikovaným textem byla povídka Kotě otištěná v červenci 1894 v časopise Vesna, následovalo několik dalších. Roku 1896 pak vydala čtyři svá rozsáhlejší díla ve sbírce textů Spodní proudy u vydavatele Arnošta Procházky v časopise Moderní revue. Část kritiků se pochvalně vyjádřila o hloubce a procítěnosti psaného projevu. Zobrazovala silné ženské hrdinky, často v konfliktu se svým okolím.
- Spodní proudy (1896)
- Třetí ročník (1896, nedokončeno)
- Karel Arkton (nedokončeno)
- Almanach secese (uveřejněné texty)

## Posmrtné ocenění
Spisovatel Viktor Dyk ocenil talent Luisy Zikové, který neměl čas se rozvinout, při příležitosti desátého výročí jejího úmrtí.